# Cáliz de Antioquía
El Cáliz de Antioquía es una copa de plata con relieves sobredorados, con ornamentación de estilo bizantino y que se calcula que data del siglo VI, alrededor de 500-550. La copa se encuentra en el Metropolitan Museum Fifth Avenue in Galería 300 de Nueva York, en su colección siria. Es una de las copas que se le ha atribuido la posibilidad de ser el Santo Grial, pero a mediados de la década de 1980 se oyeron voces a cerca de que se tratara de una falsificación.
Cuando fue descubierta, la copa interior del cáliz fue considerada inicialmente como el Santo Grial, la copa usada por Jesucristo en la Última cena. Recientemente, se ha concluido que puede haber sido una lámpara de aceite de pie y no un cáliz.

## Descripción
El cáliz de Antioquía es una copa de plata que está encerrada dentro de una cubierta de plata, con pie, elaborada y dorada. Mide 19.6 x 18 x 15.2 cm con una base de 7.4 cm. El cuerpo de la copa originalmente ovoide, ha sido doblada y perdido la forma. Cuando se descubrió, el cáliz estaba cubierto por una fuerte oxidación, que fue limpiada durante el proceso de restauración. La corrosión interna ha dejado la copa interior extremadamente quebradiza. En la base del cáliz hay pétalos de loto, con una guirnalda de palma sobre ella en el bulbo del corto tallo. Rodeando el borde de la cubierta hay una fila de rosetas y una estrella. El fondo de la cubierta exterior tiene una flor de loto abierta, y las partes superiores de la cubierta exterior contienen una vid con frutos retorcida en doce lazos, cada uno de los cuales tiene en su interior una figura. De la vid se extrae la uva que dará lugar al vino de la Eucaristía. Dos de las figuras retratadas en los lazos son imágenes de Cristo, una mostrando a Cristo sosteniendo un rollo y la otra con Cristo sentado junto a un cordero, por encima un águila con las alas extendidas, asentado sobre un cesto de fruta. Las otras diez figuras se creyó, inicialmente, que eran diez apóstoles pero han sido identificados de otra manera, como filósofos de la época clásica, quienes habían anticipado la llegada de Cristo. En la cubierta exterior hay también caracoles, palomas, una mariposa, un saltamontes y un conejo.

## Historia del Cáliz

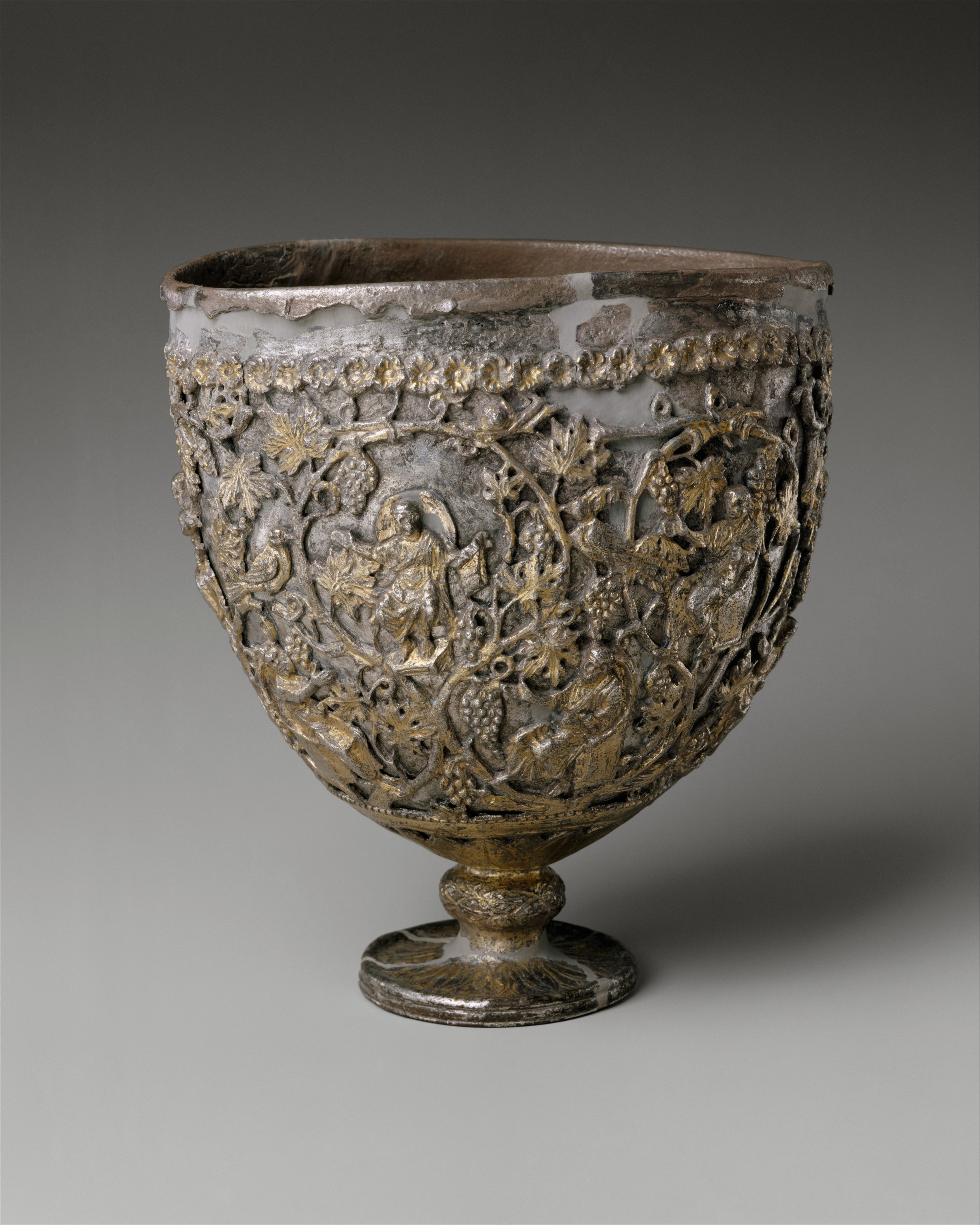
El cáliz de Antioquía

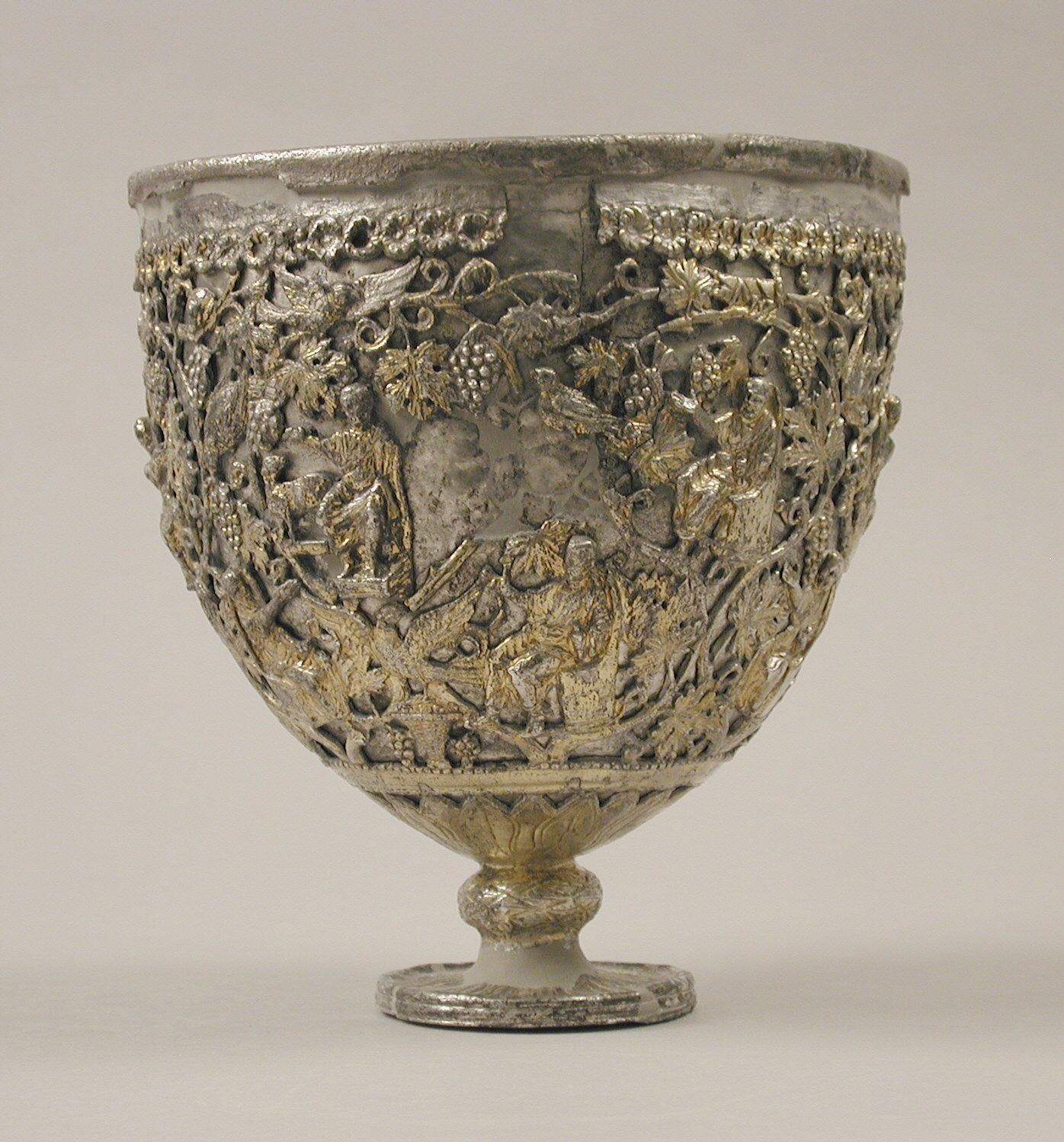
Otra vista

La copa, aparecida a principios del siglo XX, habría sido encontrada en 1910 por unos campesinos sirios en la localidad de Hama, dentro de un pozo, junto con otros objetos, incluyendo una cruz grande y tres cubiertas de libros. Se cree que había pertenecido a una iglesia en Antioquía, una de las cinco ciudades que lideraron la iglesia cristiana primitiva junto con Roma, Constantinopla, Jerusalén y Alejandría.  Cuando se descubrió, se creyó que la copa interior era el Santo Grial, siendo la cubierta dorada con pie un añadido del siglo I posterior a la muerte de Cristo, como una formar de honrar al grial.  Unos coleccionistas de arte, los hermanos Kouchakji, adquirieron la copa en 1912. Se expuso como el Santo Grial en la exposición universal de Chicago en 1933 y más tarde vendida a The Cloisters en Nueva York en 1950. Actualmente, el Museo Metropolitano de Nueva York la expone en su colección de arte sirio.

## Acontecimientos recientes
Recientemente, el cáliz de Antioquía se ha identificado como la forma de una lámpara de pie habitualmente usada en las iglesias en la primera mitad del siglo VI. La decoración, así, respondería a las palabras de Cristo «Yo soy la luz del mundo». Se ha determinado recientemente que el cáliz de Antoquía podría haber sido parte de un grupo más grande objetos de plata que pertenecieron a la iglesia de san Sergio en la pequeña ciudad de Kaper Koraon.